# Батарито лісовий
Батари́то лісовий (Dysithamnus mentalis) — вид горобцеподібних птахів родини сорокушових (Thamnophilidae). Мешкає в Центральній і Південній Америці.

## Опис
Довжина птаха становить 10—13 см, вага 12,5—16 г. Голова і верхня частина тіла у самця номінативного підвиду сірі, щоки чорні, на крилах по три білі смужки, нижня частина тіла світло-сіра. Верхня частина тіла у самиці оливково-коричнева, тім'я рудувате, навколо очей біле кільце, нижня частина тіла жовтувато-охриста, крила рудуваті, на крилах жовтувато-коричневі смужки.
У представників різних підвидів забарвлення нижньої частини тіла різниться від білого до жовтого, різняться також відтінки чорного на обличчі, оливкового на спинах самців і рудого на спинах самиць.

## Таксономія
Вид був описаний Конрадом Якобом Темінком в 1823 році. Він отримав назву Myothera mentalis. В 1847 році Жан Луї Кабаніс перевів птаха до роду Батарито (Dysithamnus).

### Підвиди
Виділяють вісімнадцять підвидів:
- H. m. septentrionalis Ridgway, 1908 — південний схід Мексики (південь штату Кампече, схід Табаско, північний схід Чіапаса), південний Беліз, північна Гватемала, північний Гондурас, крайній південний схід Нікарагуа, Коста-Рика, західна Панама;
- H. m. suffusus Nelson, 1912 — східна Панама, крайній північний захід Колумбії (північ Чоко, північний захід Антіокії);
- H. m. extremus Todd, 1916 — західна Колумбія (Західний хребет і західні схили Центрального хребта на південь від Антіокії, на захід від Кальдаса і Рисаральди, на південь до Кауки);
- H. m. semicinereus Sclater, PL, 1855 — захід центральної Колумбії (східні схили Центрального хребта, центр і південь Східного хребта і гірський хребет Макарена, від південного Сантандера до західної Какети);
- H. m. viridis Aveledo & Pons, 1952 — північна Колумбія (від Гуахіри на півночі до Сантандера на півдні) і західна Венесуела (Сьєрра-де-Періха, штати Сулія, Мерида і Тачира);
- H. m. cumbreanus Hellmayr & Seilern, 1915 — північна Венесуела (Прибережний хребет від Фалькона і Лари до Сукре);
- H. m. andrei Hellmayr, 1906 — північно-східна Венесуела (від півдня Сукре до північного сходу Болівару), острів Тринідад, західна і південна Гаяна;
- H. m. oberi Ridgway, 1908 — острів Тобаго;
- H. m. ptaritepui Zimmer, JT & Phelps, 1946 — південно-східна Венесуела (тепуї Птарі і Сороропан на південному сході штату Болівар);
- H. m. spodionotus Salvin & Godman, 1883 — південна Венесуела (південь Болівару і Амасонасу), крайня північ Бразилії (північ штату Рорайма);
- H. m. aequatorialis Todd, 1916 — західні схили Анд в Еквадорі та на крайньому північному заході Перу в регіоні Тумбес;
- H. m. napensis Chapman, 1925 — крайній південь Колумбії (східні схили Анд на заході Путумайо), центральний Еквадор, крайня північ Перу (північ регіону Амазонас);
- H. m. tambillanus Taczanowski, 1884 — східні схили Анд на півночі і в центрі Перу;
- H. m. olivaceus (Tschudi, 1844) — східні схили Анд в центрі Перу;
- H. m. tavarae Zimmer, JT, 1932 — південний схід Перу, північ і центр Болівії;
- H. m. emiliae Hellmayr, 1912 — північний схід Бразилії;
- H. m. affinis Pelzeln, 1868 — крайній північний схід Болівії, центральна Бразилія;
- H. m. mentalis (Temminck, 1823) — схід і південний схід Бразилії, схід Парагваю, північний схід Аргентини.

## Поширення і екологія
Лісові батарито поширені в Центральній і Південній Америці від Мексики на півночі до Аргентини на півдні. Вони живуть в тропічних і субтропічних вологих гірських лісах, рідше в рівнинних тропічних лісах на висоті від 600 до 2500 м над рівнем моря.

## Поведінка
Лісові батарито харчуються комахами та іншими безхребетними, яких ловлять серед листя на нижніх гілках дерев. Живе парами або невеличкими зграйками. Впродовж сезону розмноження проявляють територіальну поведінку. Площа, яку займає пара птахів, маже досягати 7000 м², хоча зазвичай вона вдвічі менша. В кладці 2 білих яйця, поцяткованих темними плямками. Інкубаційний період триває 15 днів, пташенята покриваються пір'ям на 9-й день.